# Doombringer
Doombringer è un album dal vivo del gruppo musicale svedese Nasum, pubblicato nel 2008.

## Tracce
1. Corrosion – 2:09
2. Doombringer – 1:57
3. Just Another Hog – 2:00
4. Inhale/Exhale – 1:35
5. Scoop – 2:20
6. Bullshit – 0:44
7. Relics – 2:28
8. Löpandebandsprincipen – 0:39
9. I Hate People – 1:27
10. Masshypnosis – 0:46
11. A Welcome Breeze of Stinking Air – 1:35
12. Fatal Search – 0:36
13. This Is... – 0:26
14. The Masked Face – 2:02
15. The Idiot Parade – 1:22
16. Den Svarta Fanan – 1:16